# Autobahnkirche Maria, Schutz der Reisenden

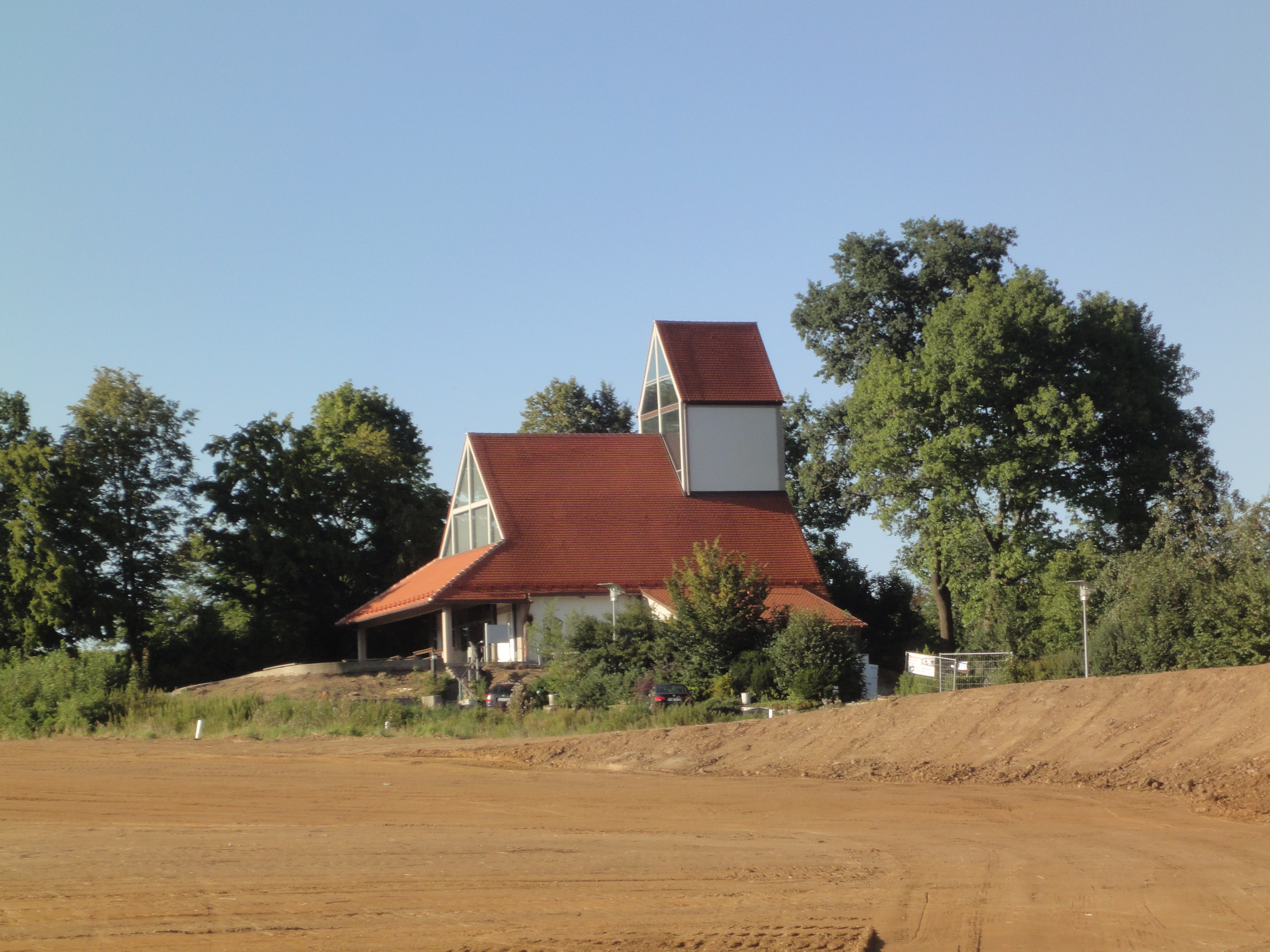
Autobahnkirche von Südwesten (2012)

Die Autobahnkirche Maria, Schutz der Reisenden ist eine katholische Autobahnkirche. Sie wurde ab 1956 nach den Plänen von Raimund von Doblhoff als erste Autobahnkirche in Deutschland an der A 8 München–Stuttgart bei der Anschlussstelle Adelsried errichtet.
Der Name der Kirche bezieht sich auf die Flucht der Heiligen Familie nach Ägypten (Mt 2,13-15 ).

## Geschichte
Gestiftet wurde die Kirche durch den Augsburger Papierfabrikanten Georg Haindl zur Erinnerung an zwei geliebte Familienmitglieder und anlässlich der Geburt seines Sohnes. Er wollte für die Menschen einen Ort schaffen, wo sie für sich und den Schutz der Reisenden beten können. Als Architekt wählte Haindl Raimund von Doblhoff aus, mit dem er befreundet war. Dieser erstellte 1955 erste Vorstudien und bediente sich dabei historischen Vorbildern.
Am 12. Oktober 1958 wurde die Kirche vom Augsburger Bischof Josef Freundorfer geweiht und dem Augsburger Dominikanerkloster Heilig Kreuz übergeben.

## Beschreibung

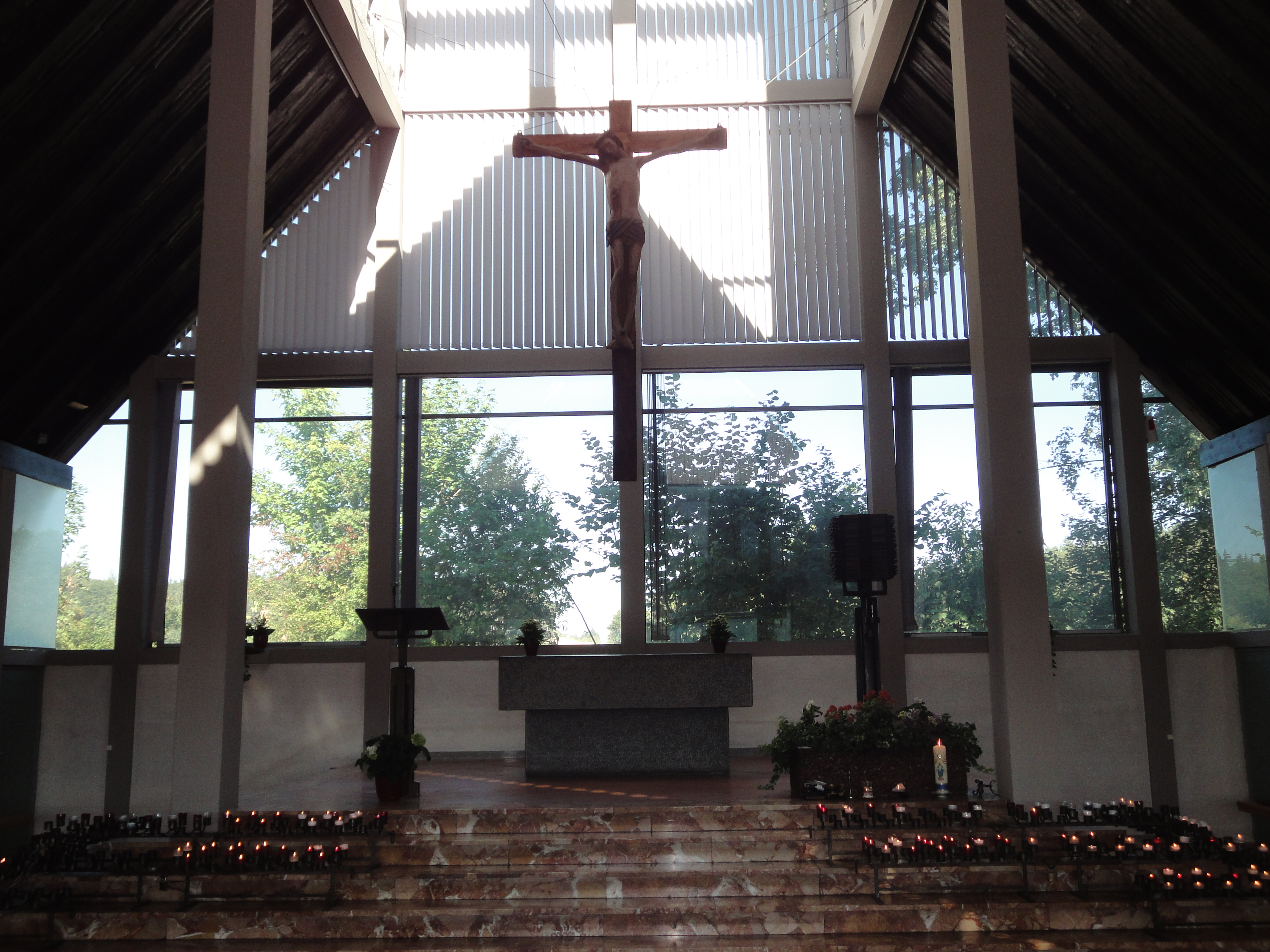
Blick in den Altarraum der Autobahnkirche (2012)

Doblhoff strebte danach, am Rand der Autobahn einen „Hafen vertrauter Stille“ für das von ihm als „Benzin-Heiden“ bezeichnete mobile Publikum zu schaffen. Im Maßstab einer schwäbischen Dorfkirche errichtete er auf rechteckigem Grundriss von 17 × 14 Metern eine Betonskelett-Konstruktion. Vorder- und Rückwände der Kirche mit Chorturm sind nahezu vollkommen verglast. Der Eingang besteht aus einer sich weit öffnenden zweiteiligen Glasschiebetür, die durch ein ausladendes Vordach geschützt wird. Die Architektur knüpft an den Bautyp gotischer Wegekapellen an. Durch die Verglasung erhält der Baukörper eine luftige Leichtigkeit und lässt den Blick auf den vorbeirollenden Verkehr zu.
Im Inneren setzte sich die konstruktive Schlichtheit des Außenbaus fort. Der Boden ist mit Steinplatten ausgelegt und die Deckenverkleidung, das Altarpodest sowie der Altar selbst wurden ursprünglich aus Holz gefertigt. Über dem Altar schwebt ein gotisches Kruzifix mit drei Meter hohem Korpus, das aus der Mitte des 14. Jahrhunderts stammt und unter Denkmalschutz steht. Der Kirchensaal bietet rund 300 Menschen Platz.

## Pater Wolfram Hoyer
Die Kirche wurde 14 Jahre lang (2006 bis 2020) von Pater Wolfram Hoyer aus dem Augsburger Dominikanerkloster betreut, welcher am 30. Juli 2020 selbst Opfer eines Verkehrsunfalls auf der Autobahn A8 wurde – der Autobahn, an der auch die Kapelle liegt. Bei Sulzemoos war das Auto des Paters mit einer Panne liegengeblieben. Beim Aufstellen des Warndreiecks wurde er von einem schleudernden Anhänger erfasst, der sich vom Zugfahrzeug gelöst hatte. Pater Hoyer starb noch an der Unfallstelle im Alter von 51 Jahren.